# Martin Schmitt

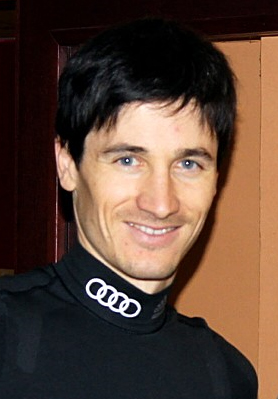
Martin Schmitt (2011)

Martin Schmitt (* 29. Januar 1978 in Villingen-Schwenningen) ist ein ehemaliger deutscher Skispringer. Er startete für den Skiclub Furtwangen.
Schmitt gehörte insbesondere von 1998 bis 2001 zur Weltspitze im Skispringen. Er feierte 28 Weltcupsiege und gewann zweimal den Gesamtweltcup (1998/99, 1999/2000). Bei Nordischen Skiweltmeisterschaften gewann er insgesamt zehn Medaillen, darunter vier WM-Titel. Bei Olympischen Spielen gewann er einmal Gold und zweimal Silber, jeweils im Teamspringen, bei Skiflug-Weltmeisterschaften gewann er einmal Silber.
Seine und Sven Hannawalds Erfolge zwischen 1997 und 2002 machten das Skispringen zeitweise zu einer der populärsten Zuschauersportarten in Deutschland.

## Werdegang

### Anfänge
Martin Schmitt begann im Alter von drei Jahren mit dem alpinen Skisport. 1984 begleitete er seinen Bruder zu einem Springen auf einer 20-m-Schanze in Menzenschwand. Weil ein Teilnehmer nicht teilnehmen konnte, sprang Schmitt als Ersatz ein und wurde Zweiter. So kam er zur Nordischen Kombination, wechselte aber schnell zum Skispringen. 1991 wurde er in den Nachwuchskader des DSV aufgenommen.
Erste große Erfolge erzielte er bereits als Schüler des Skiinternats Furtwangen (Otto-Hahn-Gymnasium), so die Bronzemedaille im Team bei den Weltmeisterschaften 1997 in Trondheim. Zuvor hatte er sich beim Stefani-Springen in St. Moritz mit Platz 3 für die Vierschanzentournee qualifiziert, wo er seine ersten Weltcup-Punkte verbuchte. In der darauffolgenden Saison gewann Schmitt bei den Olympischen Spielen 1998 in Nagano mit der Mannschaft Silber.

### 1998–2002: Erfolgreichste Jahre
In der Saison 1998/99 konnte Schmitt erstmals den Gesamtweltcup gewinnen und siegte bei den nordischen Skiweltmeisterschaften 1999 in Ramsau sowohl auf der Großschanze als auch im Mannschaftsspringen. Er verteidigte seinen Sieg im Gesamtweltcup 1999/2000. Anlässlich dieses Sieges wurde in der Stadt Furtwangen im Schwarzwald die Südtangente in Martin-Schmitt-Straße umbenannt. Zeitweise hielt Schmitt sogar den Skiflug-Weltrekord, den er am 19. März 1999 mit 214,5 m aufstellte. Im ersten Durchgang war er gar 219 m geflogen, konnte den Sprung aber nicht stehen.
In der Saison 2000/01 erreichte er im Weltcup erneut Spitzenresultate, wurde aber vom überragenden Adam Małysz überholt. Bei den Weltmeisterschaften 2001 in Lahti gewann er erneut Einzel- und Mannschaftsspringen von der Großschanze. Zusätzlich konnte er die Silbermedaille im Einzel- und die Bronzemedaille im Teamspringen von der Normalschanze erringen. Somit ist er neben Thomas Morgenstern (2011), Rune Velta (2015), Stefan Kraft (2017) und Karl Geiger (2021) der einzige Skispringer, der bei einer Skisprung-WM vier Medaillen gewann.
Nach der Saison 2001 wurde Schmitt zunehmend von Verletzungsproblemen zurückgeworfen. In der Saison 2001/02 gewann er jedoch Mannschaftsgold bei den Olympischen Winterspielen 2002 in Salt Lake City sowie Silber im Einzel bei der Skiflug-Weltmeisterschaft 2002 in Harrachov. Seinen letzten Weltcupsieg errang er am 1. März 2002 in Lahti. Danach konnte er nicht mehr an seine früheren Erfolge anknüpfen.

### 2004–2010: Weitere Jahre mit geringeren Erfolgen
Nach vielen Rückschlägen in der Saison 2004/05 stieg er für mehrere Wochen aus dem Weltcup aus, um sich auf die bevorstehenden Weltmeisterschaften 2005 in Oberstdorf vorbereiten zu können, bei der er im Teamspringen von der Normalschanze die Silbermedaille gewann. Im Jahr 2006 nahm Schmitt zum dritten Mal an Olympischen Winterspielen teil.
In der Saison 2006/07 kehrte Schmitt langsam an die Weltspitze zurück. Bei seinem Heimweltcup in Titisee-Neustadt stürzte er bei der Landung, dabei zog er sich eine Gehirnerschütterung, eine Platzwunde am Kinn und eine Kieferstauchung zu. Er pausierte im Weltcup, bei den Weltmeisterschaften 2007 in Sapporo konnte er aber wieder starten. Am 11. März 2007 überraschte er mit Platz 3 beim Nordic Tournament in Lahti.
In der Saison 2007/08 startete Schmitt nach verhaltenem Saisonbeginn kurzzeitig im Continental-Cup, der zweiten Liga des Skispringens, um sich auf die kommende Vierschanzentournee vorzubereiten. Im Continental-Cup siegte er beim Eröffnungsspringen der neuen Skisprungschanze in Garmisch-Partenkirchen und wurde tags darauf Vierter. Bei der Vierschanzentournee gelang ihm ein ordentliches Comeback im Weltcup, das er mit einem 8. Platz in der Gesamtwertung und einem vierten Platz beim letzten Springen in Bischofshofen abschloss.
In der Saison 2008/09 feierte er mit konstant starken Sprüngen, einigen vierten und zwei dritten Plätzen in Innsbruck und Zakopane nach fast siebenjähriger Abstinenz von der Skisprungelite sein Comeback. Die Vierschanzentournee beendete er als Vierter, bei den Weltmeisterschaften 2009 in Liberec gewann Schmitt auf der Großschanze Silber. Auf der Normalschanze schaffte er einen 5. Platz. Nach dem letzten Skifliegen in Planica beendete Schmitt die Saison mit 829 Punkten auf dem 6. Platz im Gesamt-Weltcup.
Auch in die darauffolgende Saison 2009/10 startete Schmitt erfolgreich. Zusammen mit seinen Teamkollegen Michael Uhrmann, Michael Neumayer und Pascal Bodmer gelang dem Schwarzwälder der zweite Platz beim Auftaktspringen in Kuusamo, was für die deutsche Nationalmannschaft den erfolgreichsten Start seit neun Jahren bedeutete. Dieser Erfolg konnte in dieser Saison nicht fortgesetzt werden, nach einem enttäuschenden 21. Platz bei der Vierschanzentournee 2010 pausierte Schmitt wegen eines vermutlich ernährungsbedingten Erschöpfungssyndroms. In Klingenthal und Willingen kehrte Schmitt in den Weltcup zurück und konnte sich unter den ersten 15 platzieren sowie entscheidend dazu beitragen, dass Deutschland am 7. Februar 2010 in Willingen erstmals seit fünf Jahren wieder einen Team-Weltcup gewinnen konnte.
Bei den Olympischen Winterspielen 2010 in Vancouver erreichte er im Springen von der Normalschanze den 10. und von der Großschanze den 30. Platz. Im Olympischen Teamspringen gewann Schmitt zusammen mit Michael Neumayer, Andreas Wank und Michael Uhrmann Silber.

### 2010–2014: Letzte aktive Jahre
Immer wieder wurden seitens der Kritiker und den Medien Stimmen für einen Rücktritt von Martin Schmitt laut. Vor Beginn der Saison 2010/11 gab Schmitt bekannt, sich vorstellen zu können, bis 2012 aktiv zu sein. Bei den Nordischen Skiweltmeisterschaften 2011 in Oslo gewann er mit der Mannschaft im Teamspringen die Bronzemedaille. Von der Normalschanze wurde er zuvor 14., nachdem er die Qualifikation auf dem neunten Rang beendet hatte.
Die Saison 2011/12 war schwierig für Martin Schmitt und gute Ergebnisse im Einzelspringen blieben zunehmend aus. Seinen bis dahin letzten Auftritt im Weltcup absolvierte er bei der Vierschanzentournee 2011/2012 am 1. Januar 2012 beim Neujahrsspringen in Garmisch-Partenkirchen, wo er als 38. nach dem ersten Durchgang ausschied. Für den Rest der Saison wurde Martin Schmitt von Bundestrainer Werner Schuster nicht mehr für das deutsche Weltcup-Team nominiert.
Trotz dieser sportlichen Rückschläge entschied sich Martin Schmitt für die Fortsetzung seiner Karriere. Die Saison 2012/2013 begann er im zweitklassigen Continental Cup, in dem er wieder bessere Leistungen zeigte. Mit einem Sieg beim Springen in Engelberg einen Tag vor Beginn der Vierschanzentournee 2012/13 qualifizierte er sich im letzten Moment für das 12-köpfige Aufgebot des DSV einschließlich der nationalen Gruppe, die nur bei den ersten zwei Wettbewerben in Deutschland startberechtigt war. Dies war seine 17. Teilnahme an einer Vierschanzentournee.
In der Qualifikation für das erste Springen der Vierschanzentournee 2012/13 in Oberstdorf bestätigte Martin Schmitt seine gute Form und belegte den 21. Platz. Bundestrainer Werner Schuster sagte, der Gewinner eines Continental-Cup-Springens habe die Fähigkeiten, sich unter den besten 15 bis 20 des Weltcups zu platzieren. Schmitt bestätigte die Einschätzung und wurde im anschließenden Wettkampf 16. Dies war eine gelungene Rückkehr in den Skisprung-Weltcup nach fast einem Jahr Abwesenheit. Beim zweiten Springen der Vierschanzentournee wurde er 14. Daraufhin wurde Schmitt in das sechsköpfige Aufgebot für die beiden in Österreich stattfindenden Springen der Tournee berufen, wo er die Plätze 12 und 24 belegte. Die Tournee beendete er auf dem 10. Rang.
Aufgrund seiner Leistungen beschloss Schmitt, seine Karriere auch in der Saison 2013/14 fortzusetzen. Er bereitete sich außerhalb einer Trainingsgruppe individuell am Stützpunkt Hinterzarten vor. Da er nicht ins A-Team aufgenommen wurde, startete er die Saison im Continental Cup. Aufgrund seiner Ergebnisse bei den ersten Springen des Winters wurde er für die deutschen Stationen der Vierschanzentournee 2013/14 nominiert. Bei den ersten beiden Springen der Tournee belegte er den 36. bzw. 27. Platz, worauf er nicht für den Rest der Tournee nominiert wurde.
Am 31. Januar 2014 gab Martin Schmitt im Rahmen einer Pressekonferenz seinen Rücktritt bekannt.

### Nach der aktiven Laufbahn
Noch während er selbst aktiv war, begann er ein Trainerstudium an der Sportakademie Köln, das er 2015 als Klassenbester mit der Note „sehr gut“ abschloss. Zudem absolvierte er bis Mitte 2016 ein Bachelor-Studium der Sportwissenschaften an der Universität Leipzig, das er ebenso als Jahrgangsbester abschloss.
Zusammen mit seinem ehemaligen Trainer Werner Schuster (bzw. bis zur Skisprung-Saison 2020/2021 zusammen mit Sven Hannawald) arbeitet Schmitt als TV-Experte bei den Skisprung-Übertragungen von Eurosport und hat in diesem Zusammenhang auch von den Olympischen Winterspielen 2018 berichtet. Außerdem ist er zusammen mit Simon Ammann und Hubert Schiffmann Inhaber einer Vermarktungsagentur.
Ende Juli 2019 gab der DSV die Verpflichtung Schmitts als DSV-Talentscout bekannt. Da sein Engagement beim Skisprung-Team des DSV zeitlich kontingiert ist, kann er weiterhin seinen Funktionen als Leiter seiner Sport-Marketingagentur sowie als TV-Experte bei Eurosport nachkommen.
Seit 2020 nimmt er gemeinsam mit seinem Skisprungkollegen Sven Hannawald beim Ninja Warrior Germany Promi-Special teil. 2020 und 2021 bot Martin Schmitt jeweils die beste Leistung und erreichte den ersten Platz.

## Erfolge

### Weltcupsiege im Einzel
| Nr. | Datum             | Ort                    | Typ           |
| --- | ----------------- | ---------------------- | ------------- |
| 1.  | 28. November 1998 | Lillehammer            | Großschanze   |
| 2.  | 29. November 1998 | Lillehammer            | Großschanze   |
| 3.  | 5. Dezember 1998  | Chamonix               | Normalschanze |
| 4.  | 8. Dezember 1998  | Val di Fiemme          | Großschanze   |
| 5.  | 30. Dezember 1998 | Oberstdorf             | Großschanze   |
| 6.  | 1. Januar 1999    | Garmisch-Partenkirchen | Großschanze   |
| 7.  | 23. Januar 1999   | Sapporo                | Großschanze   |
| 8.  | 4. März 1999      | Kuopio                 | Großschanze   |
| 9.  | 11. März 1999     | Falun                  | Großschanze   |
| 10. | 19. März 1999     | Planica                | Flugschanze   |
| 11. | 27. November 1999 | Kuopio                 | Großschanze   |
| 12. | 18. Dezember 1999 | Zakopane               | Großschanze   |
| 13. | 19. Dezember 1999 | Zakopane               | Großschanze   |
| 14. | 29. Dezember 1999 | Oberstdorf             | Großschanze   |
| 15. | 8. Januar 2000    | Engelberg              | Großschanze   |
| 16. | 9. Januar 2000    | Engelberg              | Großschanze   |
| 17. | 22. Januar 2000   | Sapporo                | Großschanze   |
| 18. | 23. Januar 2000   | Sapporo                | Großschanze   |
| 19. | 27. Februar 2000  | Iron Mountain          | Großschanze   |
| 20. | 28. Februar 2000  | Iron Mountain          | Großschanze   |
| 21. | 5. März 2000      | Lahti                  | Großschanze   |
| 22. | 24. November 2000 | Kuopio                 | Großschanze   |
| 23. | 3. Dezember 2000  | Kuopio                 | Großschanze   |
| 24. | 29. Dezember 2000 | Oberstdorf             | Großschanze   |
| 25. | 24. Januar 2001   | Hakuba                 | Großschanze   |
| 26. | 3. März 2001      | Oberstdorf             | Flugschanze   |
| 27. | 18. März 2001     | Planica                | Flugschanze   |
| 28. | 1. März 2002      | Lahti                  | Großschanze   |

### Weltcupsiege im Team
| Nr. | Datum           | Ort       | Typ         |
| --- | --------------- | --------- | ----------- |
| 1.  | 18. März 2000   | Planica   | Flugschanze |
| 2.  | 7. Februar 2010 | Willingen | Großschanze |

### Grand-Prix-Siege im Einzel
| Nr. | Datum           | Ort   | Typ         |
| --- | --------------- | ----- | ----------- |
| 1.  | 22. August 1999 | Stams | Großschanze |

### Grand-Prix-Siege im Team
| Nr. | Datum          | Ort          | Typ           |
| --- | -------------- | ------------ | ------------- |
| 1.  | 7. August 1999 | Hinterzarten | Normalschanze |

### Continental-Cup-Siege im Einzel
| Nr. | Datum              | Ort                    | Typ           |
| --- | ------------------ | ---------------------- | ------------- |
| 1.  | 13. September 1997 | Oberhof                | Großschanze   |
| 2.  | 14. September 1997 | Oberhof                | Großschanze   |
| 3.  | 26. Dezember 1997  | St. Moritz             | Normalschanze |
| 4.  | 1. August 1998     | Oberstdorf             | Normalschanze |
| 5.  | 30. Juli 2006      | Oberstdorf             | Großschanze   |
| 6.  | 22. Dezember 2007  | Garmisch-Partenkirchen | Großschanze   |
| 7.  | 28. Dezember 2012  | Engelberg              | Großschanze   |

## Statistik

### Weltcup-Platzierungen
| Saison  | Platz | Punkte |
| ------- | ----- | ------ |
| 1996/97 | 055.  | 0045   |
| 1997/98 | 027.  | 0218   |
| 1998/99 | 001.  | 1753   |
| 1999/00 | 001.  | 1833   |
| 2000/01 | 002.  | 1173   |
| 2001/02 | 005.  | 0795   |
| 2002/03 | 023.  | 0253   |
| 2003/04 | 020.  | 0276   |
| 2004/05 | 037.  | 0090   |
| 2005/06 | 039.  | 0064   |
| 2006/07 | 017.  | 0355   |
| 2007/08 | 019.  | 0273   |
| 2008/09 | 006.  | 0829   |
| 2009/10 | 029.  | 0150   |
| 2010/11 | 030.  | 0137   |
| 2011/12 | 065.  | 0008   |
| 2012/13 | 039.  | 0098   |
| 2013/14 | 078.  | 0004   |

### Vierschanzentournee-Platzierungen
| Saison  | Platz | Punkte |
| ------- | ----- | ------ |
| 1996/97 | 035.  | 0398   |
| 1997/98 | 027.  | 0466   |
| 1998/99 | 004.  | 0915,6 |
| 1999/00 | 003.  | 0960,5 |
| 2000/01 | 003.  | 0920,1 |
| 2001/02 | 007.  | 0958   |
| 2002/03 | 020.  | 0794   |
| 2003/04 | 016.  | 0899   |
| 2004/05 | 033.  | 0472   |
| 2005/06 | 050.  | 0220,7 |
| 2006/07 | 014.  | 0819,9 |
| 2007/08 | 008.  | 0955,9 |
| 2008/09 | 004.  | 1055,2 |
| 2009/10 | 021.  | 0739,9 |
| 2010/11 | 029.  | 0579,4 |
| 2011/12 | 052.  | 0191   |
| 2012/13 | 010.  | 0980,8 |
| 2013/14 | 042.  | 0372,5 |

### Grand-Prix-Platzierungen
| Saison | Platz | Punkte |
| ------ | ----- | ------ |
| 1997   | 013.  | 107    |
| 1998   | 003.  | 342    |
| 1999   | 006.  | 234    |
| 2000   | 017.  | 135    |
| 2001   | 009.  | 169    |
| 2003   | 019.  | 051    |
| 2005   | 054.  | 011    |
| 2006   | 022.  | 101    |
| 2007   | 013.  | 166    |
| 2008   | 010.  | 183    |
| 2009   | 043.  | 037    |
| 2011   | 052.  | 030    |
| 2012   | 052.  | 026    |
| 2013   | 049.  | 049    |

### Continental-Cup-Platzierungen
| Saison  | Platz | Punkte |
| ------- | ----- | ------ |
| 1995/96 | 106.  | 0077   |
| 1996/97 | 022.  | 0379   |
| 1997/98 | 040.  | 0300   |
| 1998/99 | 081.  | 0156   |
| 2007/08 | 056.  | 0150   |
| 2012/13 | 048.  | 0236   |
| 2013/14 | 059.  | 0127   |

### Weltrekorde
| #     | Schanze                         | Ort     | Land      | Weite   | aufgestellt am | Rekord bis    |
| ----- | ------------------------------- | ------- | --------- | ------- | -------------- | ------------- |
| Sturz | Velikanka bratov Gorišek (K185) | Planica | Slowenien | 219,0 m | 19. März 1999  | Ungültig      |
| 92    | Velikanka bratov Gorišek (K185) | Planica | Slowenien | 214,5 m | 19. März 1999  | 20. März 1999 |

### Schanzenrekorde
| Schanze                     | Ort                    | Land        | Weite   | aufgestellt am    | Rekord bis        |
| --------------------------- | ---------------------- | ----------- | ------- | ----------------- | ----------------- |
| Lysgårds-Schanze (K120)     | Lillehammer            | Norwegen    | 136,0 m | 28. November 1998 | 12. März 2004     |
| Große Olympiaschanze (K115) | Garmisch-Partenkirchen | Deutschland | 123,0 m | 1. Januar 1999    | 1. Januar 2001    |
| Ōkurayama-Schanze (K120)    | Sapporo                | Japan       | 139,0 m | 24. Januar 1999   | 6. Februar 2005   |
| Granåsen (K120)             | Trondheim              | Norwegen    | 133,5 m | 9. März 1999      | 12. Dezember 1999 |
| Schattenbergschanze (K115)  | Oberstdorf             | Deutschland | 133,0 m | 29. Dezember 2000 | 28. Dezember 2003 |
| Salpausselkä-Schanze (K116) | Lahti                  | Finnland    | 131,0 m | 19. Februar 2001  | 24. Februar 2001  |

## Auszeichnungen
- Sportler des Jahres 1999 (Kategorien Sportler und Mannschaft)
- 2014 wurde Martin Schmitt mit dem Verdienstorden des Landes Baden-Württemberg ausgezeichnet.

## Soziales Engagement
Schmitt engagiert sich als „Botschafter“ für die Stiftung Sehnsucht sowie die Nachsorgeklinik Tannheim, deren Patienten er regelmäßig einlädt, ihn beim Training zu besuchen. Außerdem ist er im Kuratorium der Deutschen Kinderkrebsnachsorge, einer Stiftung für chronisch kranke Kinder, deren Arbeit sich auf die Nachsorge und Rehabilitation von Familien mit krebs-, herz- und mukoviszidosekranken Kindern, Jugendlichen und jungen Erwachsenen konzentriert.

## Privates
Martin Schmitt lebt in der Nähe von Freiburg im Breisgau. Schmitts Bruder ist der ehemalige Nordische Kombinierer Thorsten Schmitt.
Seit 2014 ist er mit der Ärztin Andrea Werner verheiratet. Das Paar hat drei Kinder.